# Grottazzolina
Grottazzolina (La Grotta im örtlichen Dialekt) ist eine italienische Gemeinde (comune) mit 3214 Einwohnern (Stand 31. Dezember 2023) in der Provinz Fermo in den Marken. Die Gemeinde liegt etwa 10,5 Kilometer südwestlich von Fermo, etwa 24 Kilometer südsüdöstlich von Macerata und etwa 28 Kilometer nördlich von Ascoli Piceno. Nördlich von Grottazzolina fließt die Tenna.

## Geschichte
Als Lehen ist die Gemeinde seit dem 8. Jahrhundert nach Christus nachweisbar. Sie gehörte damals zur Benediktinerabtei von Farfa in der heutigen Gemeinde Fara Sabina im Latium. Zwischenzeitlich gelangte sie dann als abhängiges Gebiet an die Stadt Fermo. Unter Papst Innozenz III. erlangte die Gemeinde den heutigen Namen nach dem Grafen Azzolino.
Der frühere Bahnhof an der Schmalspurstrecke (950 mm) von Porto San Giorgio nach Amandola wurde 1956 stillgelegt.